# ルース・ラレード

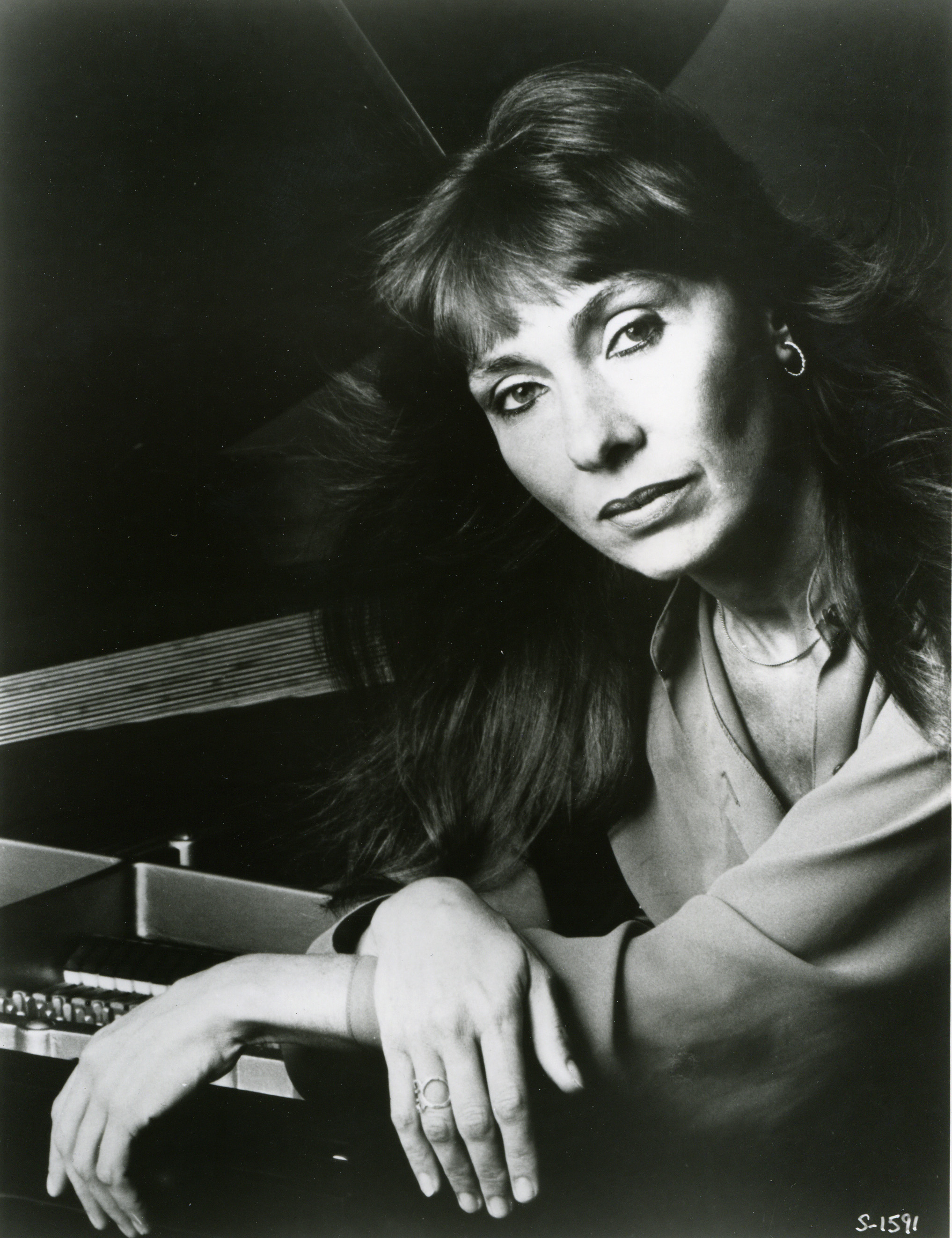
ルース・ラレード

ルース・ラレード（Ruth Laredo, 1937年11月20日 ミシガン州デトロイト - 2005年5月26日 ニューヨーク）は、アメリカ合衆国のピアニスト。「米国ピアノ界のファーストレディ」と呼ばれた。本名はルース・メックラー（Ruth Meckler）といい、ロシア系ユダヤ人の血を引く。
2歳で母親の手引きでピアノを始める。カーティス音楽院でルドルフ・ゼルキンの薫陶を受け、1960年に卒業。一時期ヴァイオリニストのハイメ・ラレードと結婚した。
ルース・ラレードはスクリャービンやラフマニノフのまとまった作品集を録音したことで高名であり、とりわけラフマニノフのピアノ独奏曲全集は、単独のピアニストによる最初の全曲録音として歴史的意義をもっている。